# Histoire socialiste de la Révolution française
Histoire socialiste de la Révolution française est une série de quatre livres d'histoire de la Révolution française écrite, avec une vision annoncée socialiste, par le journaliste et homme politique français Jean Jaurès entre 1898 et 1904 et éditée entre 1901 et 1904. 
Ces livres sont le début d'une Histoire socialiste de la France contemporaine dont Jean Jaurès supervise l'édition des volumes suivants. La série comprend 12 tomes, Jaurès écrivant deux autres volumes, le treizième tome étant une table analytique et alphabétique.

## L'ouvrage
Sa parution s'effectue d'abord sous forme de livraisons bihebdomadaires de l'éditeur Jules Rouff entre  1900 et  1903, puis paraît en quatre volumes décembre  1901 à 1904. Une première édition scientifique est réalisée par Albert Mathiez dans les années 1920, puis une seconde dirigée par Albert Soboul aux Éditions sociales sous la forme de sept volumes parus entre  1967 et  1968 avec des propos introductifs de Madeleine Rebérioux et Ernest Labrousse. Une réédition est effectuée en 2015, complétée par deux préfaces de Jean-Numa Ducange et Michel Biard.
Sur les treize volumes d'Histoire socialiste de la France contemporaine, les quatre ayant trait à la Révolution sont rédigés par Jaurès (tout comme les tomes IX La Guerre franco-allemande (1870-1871) et XII Bilan social du XIXe siècle) sont complétés par des volumes supervisés par Jaurès, mais rédigés par Gabriel Deville, Paul Brousse, Henri Turot, René Viviani, Eugène Fournière, Gustave Rouanet, Georges Renard, Alexandre Millerand, Charles Andler, Lucien Herr, Louis Dubreuilh, John Labusquière, Alfred Léon Gérault-Richard et Albert Thomas.
Jean Jaurès se lance dans ce projet après sa défaite aux élections législatives de 1898 et le poursuit après sa réélection en 1902. Le contrat éditorial est signé avec Jules Rouff le 1er décembre 1898 et prévoit la parution de 300 livrets de 8 pages avant leur édition en livre. Pour l'historien Jean-Numa Ducange, l'intention « socialiste » de son œuvre se caractérise par « son projet est de placer l'action du petit peuple au cœur de l'histoire, et de comprendre comment ces luttes s'articulaient avec les grandes figures de la Révolution ». Ainsi, Georges Lefebvre rend hommage à Jaurès comme initiateur de cette dynamique nouvelle : « (...) si l’on prend souci de me chercher un maître, je n’en reconnais d’autre que lui ». La démarche de Jaurès prend le contre-pied de l'historiographie anti-républicaine alors propagée par Hippolyte Taine dans Les Origines de la France contemporaine, notamment en dressant un portrait plus nuancé de l'action de Robespierre.
Pour l'historien Julien Louvrier, c’est l’Histoire socialiste de Jean Jaurès qui, la première, donne une lecture globale des événements révolutionnaires qui prend appui sur la grille d’interprétation proposée par Karl Marx.
Histoire socialiste de la Révolution française est l’œuvre essentielle de Jaurès qui a surtout écrit pour la presse et, hormis sa thèse ainsi que l'Armée nouvelle qui est une proposition de loi, les autres ouvrages sont la reprise de tribunes et articles de presse. Il place son travail sous les auspices de Jules Michelet, Karl Marx et Plutarque. À une époque où cela reste assez rare pour les livres d'histoire, Jaurès fait un usage abondant de l'iconographie, sélectionnée notamment au musée Carnavalet, et ne contente pas d'analyser la situation à Paris, mais s'intéresse également à la situation dans d'autres villes françaises, ainsi qu'à l'impact de la Révolution dans l'empire colonial (notamment Saint-Domingue) et sa réception dans d'autres pays comme outre-Rhin, choses assez singulières dans les recherches historiques contemporaines de Jaurès.
Parallèlement à cette œuvre, Jaurès réélu et même pour une année vice-président de la Chambre des députés fait voter le 23 décembre 1903 la création d'une commission, qui sera dite « Commission Jaurès » et qui fonctionnera durant un siècle, pour faire publier des documents de l’époque révolutionnaire, afin que les citoyens et historiens puissent se saisir de cette période historique qui restait alors mal connue et analysée,.